# Коммандос (фильм)
«Коммандос» (хинди कमान्डो) — индийский фильм-боевик. Вышел в прокат в Индии 17 июня 1988 года и имел коммерческий успех на родине. В СССР вышел в прокат в апреле 1991 года.

## Сюжет
Фильм начинается с попытки убийства премьер министра Индии, однако инспектор полиции жертвует собой и спасает министра. Опечаленная смертью мужа, его жена теряет рассудок. Их сын, тем не менее, собирается стать таким же как отец.

## В ролях
- Митхун Чакраборти — Чандар
- Мандакини — Аша Малхотра
- Хемант Бирдже[англ.] — Дилер Сингх
- Ким Яшпал[англ.] — Джум-Джум
- Шаши Капур — ген. директор
- Далип Тахил[англ.] — Мулчанд Бхаллв
- Шакти Капур — Мирза
- Дэнни Дензонгпа — Ниндзя
- Амриш Пури — Марчеллони

## Критика
Кинокритик Евгений Нефёдов дал фильму негативную оценку. Евгений Баженов назвал фильм одним из «самых эпичных во всей истории кино».
Сайт Teleport-City дал фильму негативный отзыв. Кинокритик Ninja Dixon дал фильму положительную рецензию, похвалив актёрский состав и саундтрек. Кинокритик с сайта modelzhanzha раскритиковал фильм полностью, однако похвалил саундтрек. Эндрю Ливолд дал фильму средний балл.
Бабли Синха счёл, что «Коммандос» был вдохновлён британо-американским фильмом «Куда не долетают и орлы» 1968 года.